# Cot Siren
Cot Siren is een bestuurslaag in het regentschap Bireuen van de provincie Atjeh, Indonesië. Cot Siren telt 297 inwoners (volkstelling 2010).